# Фридрих I (Цолерн)
Вижте пояснителната страница за други личности с името Фридрих I.
Фридрих I фон Цолерн (на немски: Friedrich I zu Zollern, „Maute“, † 19 март пр. 1125, сл. 1139) е граф на Цолерн от 1061 до пр. 1125 г. Той е привърженик на императора и могъщ швабски граф.
Той е син или внук на граф Буркхард I († 1061). Фридрих I е първият фогт на швабския манастир Алпирсбах, основан от Адалберт фон Цолерн и други членове на фамилията им. Фридрих I е изпратен на дипломатическа мисия във Франция от император Хайнрих V. Той го придружава в неговия поход в Италия през 1110/1111 г., при който Хайнрих иска императорската корона в Рим.

## Фамилия
Фридрих I се жени за Удилхилд фон Урах-Детинген († 1134), дъщеря на граф Егино II фон Урах († 1135). Той има с нея най-малко осем деца:
- Фридрих II (1125 – 1142/1145), граф на Цолерн
- Буркхард (1096 – 1154), граф на Цолерн-Хоенберг
- Улрих († 1135), абат на Санкт Гален
- Емма или Хемма († сл. 1152), ∞ Хуго I († 1152), пфалцграф на Тюбинген
- дъщеря, ∞ Вернер I фон Тирщайн-Хомберг († сл. 1154), граф на Хомберг
- Егино († сл. 1134)
- Адалберт († пр. 1150), монах в манастир Цвифалтен
- Луитгарт († сл. 1150), монахиня в Цвифалтен